# 默里冰川
71°39′S 170°0′E / 71.650°S 170.000°E
默里冰川是南極洲的冰川，位於維多利亞地的彭內爾海岸，全長37公里，流經蓋基嶺東部，最終與達格代爾冰川匯流，由英國探險隊繪入地圖。